# Livemusiken från Jills veranda 2
Livemusiken från Jills veranda 2 är ett studioalbum av Jill Johnson, utgivet 11 december 2015 i samband med andra säsongen av Jills veranda.

## Låtlista
1. Go Rest High on that Mountain - Seinabo Sey och Jill Johnson
2. Devil Went down to Georgia - Seinabo Sey och Jill Johnson
3. If You Dont Love Jesus - Billy Joe Shaver
4. Mama Tried - Joel Alme och Jill Johnson
5. Let it be Me - Joel Alme och Jill Johnson
6. Rainbow Road - Joel Alme och Jill Johnson
7. Threw it all Away - Joel Alme
8. Look at Miss Ohio - Veronica Maggio och Jill Johnson
9. Landslide - Veronica Maggio och Jill Johnson
10. Two More Bottles of Wine - Veronica Maggio och Jill Johnson
11. The Way it will be - Gillian Welch
12. John Henry - Jerry Williams och The Hogslop String Band
13. Sea of Heartbreak - Jerry Williams och Jill Johnson
14. Crawfish - Jerry Williams och Jill Johnson
15. American Remains - ADL och Jill Johnson
16. The Grass is Blue - ADL och Jill Johnson
17. What we aint got - Travis Meadows
18. Anna - Annika Norlin och Jill Johnson
19. Waiting around to Die - Annika Norlin, Jill Johnson och Gabriel Kelley
20. Sister still walking - Annika Norlin och Jill Johnson
21. I was Jesus - Annika Norlin
22. The Road I Ride - Gabriel Kelley

## Listplaceringar
| Lista (2015) | Topplacering |
| ------------ | ------------ |
| Sverige      | 11           |

### Fotnoter
1. ↑  ”Livemusiken från Jills veranda 2”. Ginza musik. 9 mars 2015. Arkiverad från originalet den 22 december 2015. https://web.archive.org/web/20151222084335/http://www.ginza.se/product/johnson-jill/livemusiken-fran-jills-veranda-2/445855/. Läst 21 december 2015.
2. ↑  ”Livemusiken från Jills veranda 2”. Swedishcharts. 9 mars 2015. http://swedishcharts.com/showitem.asp?interpret=Jill+Johnson&titel=Livemusiken+fr%E5n+Jills+Veranda%2C+Nashville+s%E4song+2&cat=a. Läst 21 december 2015.